# 梅肯鎮區 (內布拉斯加州富蘭克林縣)
梅肯鎮區（英語：Macon Township）是位於美國內布拉斯加州富蘭克林縣的一個行政鎮區。

## 地方資料
梅肯鎮區的面積為94.11平方千米，皆為陸地。根據2020年美國人口普查的數據，當地共有人口88人，而人口密度為每平方千米0.94人。